# LNFA 2023
La LNFA 2023 fue la vigesimonovena temporada de la Liga Nacional de Fútbol Americano, la competición de fútbol americano más importante de España.
Su máxima categoría, la Serie A, tuvo diez equipos que en la fase regular se dividieron en dos conferencias. La siguiente, la Serie B, estuvo dividida en cuatro conferencias: Las ligas andaluza, aragonesa y catalana; y la conferencia FEFA.

## Serie A

### Participantes

#### Conferencia Oeste
| Club                   | Localidad           | Estadio                           | Aforo  |
| ---------------------- | ------------------- | --------------------------------- | ------ |
| Las Rozas Black Demons | Las Rozas de Madrid | Campo de Rugby El Cantizal        | 700    |
| Rivas Osos             | Rivas-Vaciamadrid   | Polideportivo Cerro del Telégrafo | 4.000  |
| Gijón Mariners         | Gijón               | Complejo Deportivo Las Mestas     | 10.000 |
| Camioneros Coslada     | Coslada             | Camioneros Park                   |        |
| Alcobendas Cavaliers   | Alcobendas          | Estadio J. Caballero              |        |

#### Conferencia Este
| Club                 | Localidad               | Estadio                             | Aforo |
| -------------------- | ----------------------- | ----------------------------------- | ----- |
| Badalona Dracs       | Badalona                | Badalona Sud                        | 6.500 |
| Valencia Firebats    | Valencia                | Estadio José Bernés                 | 2.000 |
| Mallorca Voltors     | Palma de Mallorca       | Polideportivo Municipal de Son Moix | 3.800 |
| Zaragoza Hurricanes  | Zaragoza                | CDM Mudéjar                         |       |
| L'Hospitalet Pioners | Hospitalet de Llobregat | Complex Esportiu Hospitalet Nord    |       |

### Clasificación
Se realiza la clasificación de cada conferencia, y luego se ordenan las dos conferencias por porcentaje de victorias para la clasificación de la liga.

#### Clasificación Oeste
|                                                | Equipo               | J | G | E | P | %V    | PF  | PC  | Dif  | Def  |
| ---------------------------------------------- | -------------------- | - | - | - | - | ----- | --- | --- | ---- | ---- |
| 1                                              | LG OLED Black Demons | 8 | 8 | 0 | 0 | 100.0 | 249 | 55  | 194  | 6.9  |
| 2                                              | Rivas Osos           | 8 | 6 | 0 | 2 | 75.0  | 177 | 34  | 143  | 4.3  |
| 3                                              | Gijón Mariners       | 8 | 3 | 0 | 5 | 37.5  | 173 | 244 | -71  | 30.5 |
| 4                                              | Camioneros Coslada   | 8 | 2 | 0 | 6 | 25.0  | 98  | 202 | -104 | 25.3 |
| 5                                              | Alcobendas Cavaliers | 8 | 1 | 0 | 7 | 12.5  | 108 | 270 | -162 | 33.8 |
| Fuente: LNFA Serie A; actualización automática |                      |   |   |   |   |       |     |     |      |      |

#### Clasificación Este
|                                                | Equipo               | J | G | E | P | %V    | PF  | PC  | Dif  | Def  |
| ---------------------------------------------- | -------------------- | - | - | - | - | ----- | --- | --- | ---- | ---- |
| 1                                              | Badalona Dracs       | 8 | 8 | 0 | 0 | 100.0 | 290 | 119 | 171  | 14.9 |
| 2                                              | Zaragoza Hurricanes  | 8 | 4 | 0 | 4 | 50.0  | 132 | 105 | 27   | 13.1 |
| 3                                              | Mallorca Voltors     | 8 | 4 | 0 | 4 | 50.0  | 168 | 183 | -15  | 22.9 |
| 4                                              | Valencia Firebats    | 8 | 3 | 0 | 5 | 37.5  | 159 | 286 | -127 | 35.8 |
| 5                                              | L'Hospitalet Pioners | 8 | 1 | 0 | 7 | 12.5  | 134 | 190 | -56  | 23.8 |
| Fuente: LNFA Serie A; actualización automática |                      |   |   |   |   |       |     |     |      |      |

#### Clasificación Liga
|                                                | Equipo               | J | G | E | P | %V    | PF  | PC  | Dif  | Def  |
| ---------------------------------------------- | -------------------- | - | - | - | - | ----- | --- | --- | ---- | ---- |
| 1                                              | LG OLED Black Demons | 8 | 8 | 0 | 0 | 100.0 | 249 | 55  | 194  | 6.9  |
| 2                                              | Badalona Dracs       | 8 | 8 | 0 | 0 | 100.0 | 290 | 119 | 171  | 14.9 |
| 3                                              | Rivas Osos           | 8 | 6 | 0 | 2 | 75.0  | 177 | 34  | 143  | 4.3  |
| 4                                              | Zaragoza Hurricanes  | 8 | 4 | 0 | 4 | 50.0  | 132 | 105 | 27   | 13.1 |
| 5                                              | Mallorca Voltors     | 8 | 4 | 0 | 4 | 50.0  | 168 | 183 | -15  | 22.9 |
| 6                                              | Gijón Mariners       | 8 | 3 | 0 | 5 | 37.5  | 173 | 244 | -71  | 30.5 |
| 7                                              | Valencia Firebats    | 8 | 3 | 0 | 5 | 37.5  | 159 | 286 | -127 | 35.8 |
| 8                                              | Camioneros Coslada   | 8 | 2 | 0 | 6 | 25.0  | 98  | 202 | -104 | 25.3 |
| 9                                              | L'Hospitalet Pioners | 8 | 1 | 0 | 7 | 12.5  | 134 | 190 | -56  | 23.8 |
| 10                                             | Alcobendas Cavaliers | 8 | 1 | 0 | 7 | 12.5  | 108 | 270 | -162 | 33.8 |
| Fuente: LNFA Serie A; actualización automática |                      |   |   |   |   |       |     |     |      |      |

##### Playoffs
|  | Semifinales            | Semifinales |            |                        | Final | Final |  |
|  |                        |             |            |                        |       |       |  |
|  |                        |             |            |                        |       |       |  |
|  | Badalona Dracs         | 21          |            |                        |       |       |  |
|  | Badalona Dracs         | 21          |            |                        |       |       |  |
|  | Rivas Osos             | 26          |            |                        |       |       |  |
|  | Rivas Osos             | 26          |            | Las Rozas Black Demons | 22    |       |  |
|  |                        |             |            | Las Rozas Black Demons | 22    |       |  |
|  |                        |             | Rivas Osos | 13                     |       |       |  |
|  | Las Rozas Black Demons | 41          | Rivas Osos | 13                     |       |       |  |
|  | Las Rozas Black Demons | 41          |            |                        |       |       |  |
|  | Zaragoza Hurricanes    | 0           |            |                        |       |       |  |
|  | Zaragoza Hurricanes    | 0           |            |                        |       |       |  |
|  |                        |             |            |                        |       |       |  |

## Serie B

### Conferencia FEFA
|                                                | Equipo                 | J | G | E | P | %V    | PF  | PC  | Dif  | Def  |
| ---------------------------------------------- | ---------------------- | - | - | - | - | ----- | --- | --- | ---- | ---- |
| 1                                              | Tenerife United        | 6 | 6 | 0 | 0 | 100.0 | 99  | 19  | 80   | 3.2  |
| 2                                              | Alicante Sharks        | 7 | 6 | 0 | 1 | 85.7  | 275 | 88  | 187  | 12.6 |
| 3                                              | Valencia Giants        | 7 | 5 | 0 | 2 | 71.4  | 212 | 94  | 118  | 13.4 |
| 4                                              | Pinto Goldbats         | 7 | 2 | 0 | 5 | 28.6  | 53  | 192 | -139 | 27.4 |
| 5                                              | Telde Canes            | 6 | 1 | 0 | 5 | 16.7  | 44  | 37  | 7    | 6.2  |
| 6                                              | Fuenlabrada Wolverines | 7 | 0 | 0 | 7 | 0.0   | 12  | 265 | -253 | 37.9 |
| Fuente: LNFA Serie B; actualización automática |                        |   |   |   |   |       |     |     |      |      |

### Liga Andaluza
|                                                | Equipo              | J | G | E | P | %V    | PF  | PC  | Dif  | Def  |
| ---------------------------------------------- | ------------------- | - | - | - | - | ----- | --- | --- | ---- | ---- |
| 1                                              | Fuengirola Potros   | 6 | 6 | 0 | 0 | 100.0 | 288 | 8   | 280  | 1.3  |
| 2                                              | Mairena Blue Devils | 6 | 5 | 0 | 1 | 83.3  | 172 | 48  | 124  | 8.0  |
| 3                                              | Málaga Corsairs     | 6 | 2 | 0 | 4 | 33.3  | 76  | 160 | -84  | 26.7 |
| 4                                              | Granada Lions       | 6 | 2 | 0 | 4 | 33.3  | 83  | 204 | -121 | 34.0 |
| 5                                              | Jerez Jaguars       | 6 | 0 | 0 | 6 | 0.0   | 33  | 232 | -199 | 38.7 |
| Fuente: LNFA Serie B; actualización automática |                     |   |   |   |   |       |     |     |      |      |

### Liga Catalana
|                                                | Equipo                 | J | G | E | P | %V    | PF  | PC  | Dif  | Def  |
| ---------------------------------------------- | ---------------------- | - | - | - | - | ----- | --- | --- | ---- | ---- |
| 1                                              | Terrassa Reds          | 8 | 8 | 0 | 0 | 100.0 | 270 | 50  | 220  | 6.3  |
| 2                                              | Barcelona Pagesos      | 8 | 7 | 0 | 1 | 87.5  | 155 | 56  | 99   | 7.0  |
| 3                                              | Barcelona Uroloki      | 8 | 6 | 0 | 2 | 75.0  | 142 | 80  | 62   | 10.0 |
| 4                                              | Argentona Bocs         | 8 | 5 | 0 | 3 | 62.5  | 132 | 79  | 53   | 9.9  |
| 5                                              | Cast.-Platja dAro Ducs | 8 | 4 | 0 | 4 | 50.0  | 86  | 85  | 1    | 10.6 |
| 6                                              | Riudoms Rebels         | 8 | 3 | 0 | 5 | 37.5  | 95  | 109 | -14  | 13.6 |
| 7                                              | Barcelona Búfals       | 8 | 3 | 0 | 5 | 37.5  | 128 | 127 | 1    | 15.9 |
| 8                                              | Vilafranca Eagles      | 8 | 2 | 0 | 6 | 25.0  | 37  | 232 | -195 | 29.0 |
| 9                                              | Reus Imperials         | 8 | 1 | 0 | 7 | 12.5  | 16  | 136 | -120 | 17.0 |
| 10                                             | Lliçà de Vall Panthers | 8 | 1 | 0 | 7 | 12.5  | 42  | 149 | -107 | 18.6 |
| Fuente: LNFA Serie B; actualización automática |                        |   |   |   |   |       |     |     |      |      |

### Liga Aragonesa
|                                                | Equipo                 | J | G | E | P | %V   | PF  | PC  | Dif  | Def  |
| ---------------------------------------------- | ---------------------- | - | - | - | - | ---- | --- | --- | ---- | ---- |
| 1                                              | Villamayor Mercenarios | 8 | 7 | 0 | 1 | 87.5 | 231 | 37  | 194  | 4.6  |
| 2                                              | Valladolid Penguins    | 8 | 6 | 0 | 2 | 75.0 | 181 | 96  | 85   | 12.0 |
| 3                                              | Guadalajara Stings     | 8 | 4 | 0 | 4 | 50.0 | 192 | 98  | 94   | 12.3 |
| 4                                              | Cantabria Bisons       | 8 | 3 | 0 | 5 | 37.5 | 192 | 173 | 19   | 21.6 |
| 5                                              | Extremadura Nómadas    | 8 | 0 | 0 | 8 | 0.0  | 20  | 412 | -392 | 51.5 |
| Fuente: LNFA Serie B; actualización automática |                        |   |   |   |   |      |     |     |      |      |

#### Playoffs
|  | Cuartos de final       | Cuartos de final |                   |                   | Semifinales | Semifinales |  |               | Final | Final |  |
|  |                        |                  |                   |                   |             |             |  |               |       |       |  |
|  |                        |                  |                   |                   |             |             |  |               |       |       |  |
|  | Barcelona Pagesos      | 33               |                   |                   |             |             |  |               |       |       |  |
|  | Barcelona Pagesos      | 33               |                   |                   |             |             |  |               |       |       |  |
|  | Villamayor Mercenarios | 0                |                   |                   |             |             |  |               |       |       |  |
|  | Villamayor Mercenarios | 0                |                   | Barcelona Pagesos | 27          |             |  |               |       |       |  |
|  |                        |                  |                   | Barcelona Pagesos | 27          |             |  |               |       |       |  |
|  |                        |                  | Valencia Giants   | 0                 |             |             |  |               |       |       |  |
|  | Fuengirola Potros      | 0                | Valencia Giants   | 0                 |             |             |  |               |       |       |  |
|  | Fuengirola Potros      | 0                |                   |                   |             |             |  |               |       |       |  |
|  | Valencia Giants        | 1                |                   |                   |             |             |  |               |       |       |  |
|  | Valencia Giants        | 1                |                   |                   |             |             |  | Terrassa Reds | 7     |       |  |
|  |                        |                  |                   |                   |             |             |  | Terrassa Reds | 7     |       |  |
|  |                        |                  | Barcelona Pagesos | 10                |             |             |  |               |       |       |  |
|  | Terrassa Reds          | 35               | Barcelona Pagesos | 10                |             |             |  |               |       |       |  |
|  | Terrassa Reds          | 35               |                   |                   |             |             |  |               |       |       |  |
|  | Alicante Sharks        | 12               |                   |                   |             |             |  |               |       |       |  |
|  | Alicante Sharks        | 12               |                   | Tenerife United   | 0           |             |  |               |       |       |  |
|  |                        |                  |                   | Tenerife United   | 0           |             |  |               |       |       |  |
|  |                        |                  | Terrassa Reds     | 40                |             |             |  |               |       |       |  |
|  |                        |                  | Terrassa Reds     | 40                |             |             |  |               |       |       |  |
|  |                        |                  |                   |                   |             |             |  |               |       |       |  |
|  |                        |                  |                   |                   |             |             |  |               |       |       |  |
|  |                        |                  |                   |                   |             |             |  |               |       |       |  |
|  |                        |                  |                   |                   |             |             |  |               |       |       |  |